# Kościół św. Sebastiana w Porębie
Kościół św. Sebastiana w Porębie – zabytkowy kościół we wsi Poręba, w województwie dolnośląskim, w powiecie kłodzkim.
Kościół filialny parafii w Długopolu Górnym z XVIII w., przebudowany w XIX w..
Grupa rzeźbiarska Ukrzyżowanie Chrystusa, przy schodach do kościoła z 1788, 1910, nr rej.: B/1344 z 8.02.2006.